# Campeonato da Europa de Atletismo de 2022
A 25ª edição do Campeonato da Europa de Atletismo foi organizado pela Associação Europeia de Atletismo no Estádio Olímpico de Munique, em Munique, na Alemanha, entre 15 a 21 de agosto de 2022. Esse evento ocorreu quatro anos após a última edição em 2018, visto que a edição de 2020 que seria realizada em Paris, fora cancelada divido a Pandemia de Covid-19. Foram disputadas 50 provas com 1.495 atletas de 48 nacionalidades, com destaque para a Alemanha com 16 medalhas, sendo 7 de ouro. A delegação da Rússia e da Bielorrússia não participaram do campeonato devido a Invasão da Ucrânia pela Rússia em 2022.

## Eventos
50 eventos foram disputados ao longo de sete dias de provas. 
| Q | Qualificação | B | Bateria | ½ | Semifinal | F | Final |

| Data                  | 15 | 15 | 16 | 16 | 16 | 17 | 17 | 17 | 18 | 18 | 19 | 19 | 20 | 20 | 21 |
| Evento                | M  | T  | M  | T  | T  | M  | T  | T  | M  | T  | M  | T  | M  | T  | T  |
| --------------------- | -- | -- | -- | -- | -- | -- | -- | -- | -- | -- | -- | -- | -- | -- | -- |
| 100 m                 | B  |    |    | ½  | F  |    |    |    |    |    |    |    |    |    |    |
| 200 m                 |    |    |    |    |    |    |    |    | B  | ½  |    | F  |    |    |    |
| 400 m                 |    | B  | ½  |    |    |    | F  | F  |    |    |    |    |    |    |    |
| 800 m                 |    |    |    |    |    |    |    |    | B  |    |    | ½  |    |    | F  |
| 1500 m                |    | B  |    |    |    |    |    |    |    | F  |    |    |    |    |    |
| 5000 m                |    |    |    | F  | F  |    |    |    |    |    |    |    |    |    |    |
| 10000 m               |    |    |    |    |    |    |    |    |    |    |    |    |    |    | F  |
| Maratona              | F  |    |    |    |    |    |    |    |    |    |    |    |    |    |    |
| 3000 m com obstáculos |    |    | B  |    |    |    |    |    |    |    |    | F  |    |    |    |
| 110 m com barreiras   |    |    | B  |    |    |    | ½  | F  |    |    |    |    |    |    |    |
| 400 m com barreiras   |    |    |    |    |    | B  |    |    | ½  |    |    | F  |    |    |    |
| Decatlo               | F  | F  | F  | F  | F  |    |    |    |    |    |    |    |    |    |    |
| Salto em altura       |    |    |    | Q  | Q  |    |    |    |    | F  |    |    |    |    |    |
| Salto com vara        |    |    |    |    |    |    |    |    | Q  |    |    |    |    | F  |    |
| Salto em distância    | Q  |    |    | F  | F  |    |    |    |    |    |    |    |    |    |    |
| Salto triplo          |    | Q  |    |    |    |    | F  | F  |    |    |    |    |    |    |    |
| Arremesso de peso     | Q  | F  |    |    |    |    |    |    |    |    |    |    |    |    |    |
| Lançamento de disco   |    |    |    |    |    | Q  |    |    |    |    |    | F  |    |    |    |
| Lançamento de martelo |    |    |    |    |    | Q  |    |    |    | F  |    |    |    |    |    |
| Lançamento de dardo   |    |    |    |    |    |    |    |    |    |    | Q  |    |    |    | F  |
| 20 km marcha          |    |    |    |    |    |    |    |    |    |    |    |    | F  |    |    |
| 35 km marcha          |    |    | F  |    |    |    |    |    |    |    |    |    |    |    |    |
| Revezamento 4x100 m   |    |    |    |    |    |    |    |    |    |    | B  |    |    |    | F  |
| Revezamento 4x400 m   |    |    |    |    |    |    |    |    |    |    | B  |    |    | F  |    |

| Data                  | 15 | 15 | 16 | 16 | 16 | 17 | 17 | 17 | 18 | 18 | 19 | 19 | 20 | 20 | 21 | 21 |
| Evento                | M  | T  | M  | T  | T  | M  | T  | T  | M  | T  | M  | T  | M  | T  | T  | T  |
| --------------------- | -- | -- | -- | -- | -- | -- | -- | -- | -- | -- | -- | -- | -- | -- | -- | -- |
| 100 m                 | B  |    |    | ½  | F  |    |    |    |    |    |    |    |    |    |    |    |
| 200 m                 |    |    |    |    |    |    |    |    | B  | ½  |    | F  |    |    |    |    |
| 400 m                 |    | B  | ½  |    |    |    | F  | F  |    |    |    |    |    |    |    |    |
| 800 m                 |    |    |    |    |    |    |    |    | B  |    | ½  |    |    | F  |    |    |
| 1500 m                |    |    | B  |    |    |    |    |    |    |    |    | F  |    |    |    |    |
| 5000 m                |    |    |    |    |    |    |    |    |    | F  |    |    |    |    |    |    |
| 10000 m               |    | F  |    |    |    |    |    |    |    |    |    |    |    |    |    |    |
| Maratona              | F  |    |    |    |    |    |    |    |    |    |    |    |    |    |    |    |
| 3000 m com obstáculos |    |    |    |    |    |    |    |    | B  |    |    |    |    | F  |    |    |
| 100 m com barreiras   |    |    |    |    |    |    |    |    |    |    |    |    |    | B  | ½  | F  |
| 400 m com barreiras   |    |    |    |    |    | B  |    |    | ½  |    |    | F  |    |    |    |    |
| Heptatlo              |    |    |    |    |    | F  | F  | F  | F  | F  |    |    |    |    |    |    |
| Salto em altura       |    |    |    |    |    |    |    |    |    |    | Q  |    |    |    | F  | F  |
| Salto com vara        | Q  |    |    |    |    |    | F  | F  |    |    |    |    |    |    |    |    |
| Salto em distância    |    |    | Q  |    |    |    |    |    |    | F  |    |    |    |    |    |    |
| Salto triplo          |    |    |    |    |    | Q  |    |    |    |    |    | F  |    |    |    |    |
| Arremesso de peso     | Q  | F  |    |    |    |    |    |    |    |    |    |    |    |    |    |    |
| Lançamento de disco   |    | Q  |    | F  | F  |    |    |    |    |    |    |    |    |    |    |    |
| Lançamento de martelo |    |    | Q  |    |    |    | F  | F  |    |    |    |    |    |    |    |    |
| Lançamento de dardo   |    |    |    |    |    |    |    |    | Q  |    |    |    |    | F  |    |    |
| 20 km marcha          |    |    |    |    |    |    |    |    |    |    |    |    | F  |    |    |    |
| 35 km marcha          |    |    | F  |    |    |    |    |    |    |    |    |    |    |    |    |    |
| Revezamento 4x100 m   |    |    |    |    |    |    |    |    |    |    | B  |    |    |    | F  | F  |
| Revezamento 4x400 m   |    |    |    |    |    |    |    |    |    |    | B  |    |    | F  |    |    |

## Resultados

### Masculino
Os resultados foram os seguintes.
| Evento                         | Ouro | Ouro       | Prata | Prata      | Bronze                                                                                                 | Bronze   |
| ------------------------------ | --- | ---------- | --- | ---------- | --- | -------- |
| 100 metros detalhes            | Marcell Jacobs · Itália | 9.95 = ,   | Zharnel Hughes · Reino Unido                                                                                 | 9.99       | Jeremiah Azu · Reino Unido                                                                             | 10.13    |
| 200 metros detalhes            | Zharnel Hughes · Reino Unido | 20.07      | Nethaneel Mitchell-Blake · Reino Unido                                                                       | 20.17      | Filippo Tortu · Itália                                                                                 | 20.27    |
| 400 metros detalhes            | Matthew Hudson-Smith · Reino Unido                                                                                               | 44.53      | Ricky Petrucciani · Suíça                                                                                    | 45.03      | Alex Haydock-Wilson · Reino Unido                                                                      | 45.17    |
| 800 metros detalhes            | Mariano García · Espanha | 1:44.85    | Jake Wightman · Reino Unido                                                                                  | 1:44.91    | Mark English · Irlanda                                                                                 | 1:45.19  |
| 1500 metros detalhes           | Jakob Ingebrigtsen · Noruega | 3:32.76    | Jake Heyward · Reino Unido                                                                                   | 3:34.44    | Mario García · Espanha                                                                                 | 3:34.88  |
| 5000 metros detalhes           | Jakob Ingebrigtsen · Noruega | 13:21.13   | Mohamed Katir · Espanha                                                                                      | 13:22.98   | Yemaneberhan Crippa · Itália                                                                           | 13:24.83 |
| 10000 metros detalhes          | Yemaneberhan Crippa · Itália | 27:46.13   | Zerei Kbrom Mezngi · Noruega                                                                                 | 27:46.94   | Yann Schrub · França                                                                                   | 27:47.13 |
| Maratona detalhes              | Richard Ringer · Alemanha | 2:10:21    | Maru Teferi · Israel                                                                                         | 2:10:23    | Gashau Ayale · Israel                                                                                  | 2:10:29  |
| Maratona detalhes              | Israel | 6:31:48    | Alemanha | 6:35:52    | Espanha                                                                                                | 6:38:44  |
| 110 m barreiras detalhes       | Asier Martínez · Espanha | 13.14 = EL | Pascal Martinot-Lagarde · França                                                                             | 13.14 = EL | Just Kwaou-Mathey · França                                                                             | 13.33    |
| 400 m barreiras detalhes       | Karsten Warholm · Noruega | 47.12      | Wilfried Happio · França                                                                                     | 48.56      | Yasmani Copello · Turquia                                                                              | 48.78    |
| 3000 m obstáculos detalhes     | Topi Raitanen · Finlândia | 8:21.80    | Ahmed Abdelwahed · Itália                                                                                    | 8:22.35    | Osama Zoghlami · Itália                                                                                | 8:23.44  |
| Revezamento 4x100m detalhes    | Reino Unido · Jeremiah Azu · Zharnel Hughes · Jona Efoloko · Nethaneel Mitchell-Blake · Harry Aikines-Aryeetey* · Tommy Ramdhan* | 37.67      | França · Méba-Mickaël Zeze · Pablo Matéo · Ryan Zeze · Jimmy Vicaut                                          | 37.94      | Polónia · Adrian Brzeziński · Przemysław Słowikowski · Patryk Wykrota · Dominik Kopeć · Mateusz Siuda* | 38.15    |
| Revezamento 4x400m detalhes    | Reino Unido · Matthew Hudson-Smith · Charlie Dobson · Lewis Davey · Alex Haydock-Wilson · Joe Brier* · Rio Mitcham*              | 2:59.35    | Bélgica · Alexander Doom · Julien Watrin · Kévin Borlée · Dylan Borlée · Jonathan Borlée* · Jonathan Sacoor* | 2:59.49    | França · Gilles Biron · Loïc Prévot · Téo Andant · Thomas Jordier · Simon Boypa*                       | 2:59.64  |
| 20 km marcha detalhes          | Álvaro Martín · Espanha | 1:19:11    | Perseus Karlström · Suécia                                                                                   | 1:19:23    | Diego García · Espanha                                                                                 | 1:19:45  |
| 35 km marcha detalhes          | Miguel Ángel López · Espanha | 2:26:49    | Christopher Linke · Alemanha                                                                                 | 2:29:30    | Matteo Giupponi · Itália                                                                               | 2:30:34  |
| Salto em altura detalhes       | Gianmarco Tamberi · Itália | 2.30       | Tobias Potye · Alemanha                                                                                      | 2.27       | Andriy Protsenko · Ucrânia                                                                             | 2.27     |
| Salto com vara detalhes        | Armand Duplantis · Suécia | 6.06       | Bo Kanda Lita Baehre · Alemanha                                                                              | 5.85       | Pål Haugen Lillefosse · Noruega                                                                        | 5.75     |
| Salto em distância detalhes    | Miltiadis Tentoglou · Grécia | 8.52 ,     | Thobias Montler · Suécia                                                                                     | 8.06       | Jules Pommery · França                                                                                 | 8.06     |
| Salto triplo detalhes          | Pedro Pichardo · Portugal | 17.50      | Andrea Dallavalle · Itália                                                                                   | 17.04      | Jean-Marc Pontvianne · França                                                                          | 16.94    |
| Arremesso de peso detalhes     | Filip Mihaljević · Croácia | 21.88      | Armin Sinančević · Sérvia                                                                                    | 21.39      | Tomáš Staněk · Chéquia                                                                                 | 21.26    |
| Lançamento de disco detalhes   | Mykolas Alekna · Lituânia | 69.78      | Kristjan Čeh · Eslovênia                                                                                     | 68.28      | Lawrence Okoye · Reino Unido                                                                           | 67.14    |
| Lançamento de dardo detalhes   | Julian Weber · Alemanha | 87.66      | Jakub Vadlejch · Chéquia                                                                                     | 87.28      | Lassi Etelätalo · Finlândia                                                                            | 86.44    |
| Lançamento de martelo detalhes | Wojciech Nowicki · Polónia | 82.00      | Bence Halász · Hungria                                                                                       | 80.92      | Eivind Henriksen · Noruega                                                                             | 79.45    |
| Decatlo detalhes               | Niklas Kaul · Alemanha | 8545       | Simon Ehammer · Suíça                                                                                        | 8468       | Janek Õiglane · Estónia                                                                                | 8346     |

* Indica que o atleta só competiu nas baterias e recebeu medalhas.

### Feminino
Os resultados foram os seguintes.
| Evento                         | Ouro | Ouro        | Prata | Prata    | Bronze | Bronze   |
| ------------------------------ | --- | ----------- | --- | -------- | --- | -------- |
| 100 metros detalhes            | Gina Lückenkemper · Alemanha                                                                                     | 10.99 =     | Mujinga Kambundji · Suíça | 10.99    | Daryll Neita · Reino Unido                                                                                   | 11.00    |
| 200 metros detalhes            | Mujinga Kambundji · Suíça                                                                                        | 22.32       | Dina Asher-Smith · Reino Unido | 22.43    | Ida Karstoft · Dinamarca                                                                                     | 22.72    |
| 400 metros detalhes            | Femke Bol · Países Baixos                                                                                        | 49.44 EL,   | Natalia Kaczmarek · Polónia | 49.94    | Anna Kiełbasińska · Polónia                                                                                  | 50.29    |
| 800 metros detalhes            | Keely Hodgkinson · Reino Unido                                                                                   | 1:59.04     | Rénelle Lamote · França | 1:59.49  | Anna Wielgosz · Polónia                                                                                      | 1:59.87  |
| 1500 metros detalhes           | Laura Muir · Reino Unido                                                                                         | 4:01.08     | Ciara Mageean · Irlanda | 4:02.56  | Sofia Ennaoui · Polónia                                                                                      | 4:03.59  |
| 5000 metros detalhes           | Konstanze Klosterhalfen · Alemanha                                                                               | 14:50.47    | Yasemin Can · Turquia | 14:56.91 | Eilish McColgan · Reino Unido                                                                                | 14:59.34 |
| 10000 metros detalhes          | Yasemin Can · Turquia                                                                                            | 30:32.57    | Eilish McColgan · Reino Unido | 30:41.05 | Lonah Chemtai Salpeter · Israel                                                                              | 30:46.37 |
| Maratona detalhes              | Aleksandra Lisowska · Polónia                                                                                    | 2:28:36     | Matea Parlov Koštro · Croácia | 2:28:42  | Nienke Brinkman · Países Baixos                                                                              | 2:28:52  |
| Maratona detalhes              | Alemanha | 7:28:48     | Espanha | 7:39:25  | Polónia | 7:40:54  |
| 100 m barreiras detalhes       | Pia Skrzyszowska · Polónia                                                                                       | 12.53       | Luca Kozák · Hungria | 12.69 =  | Ditaji Kambundji · Suíça                                                                                     | 12.74    |
| 400 m barreiras detalhes       | Femke Bol · Países Baixos                                                                                        | 52.67       | Viktoriya Tkachuk · Ucrânia | 54.30    | Anna Ryzhykova · Ucrânia                                                                                     | 54.86    |
| 3000 m obstáculos detalhes     | Luiza Gega · Albânia                                                                                             | 9:11.31     | Lea Meyer · Alemanha | 9:15.35  | Elizabeth Bird · Reino Unido                                                                                 | 9:23.18  |
| Revezamento 4x100m detalhes    | Alemanha · Alexandra Burghardt · Lisa Mayer · Gina Lückenkemper · Rebekka Haase · Jessica-Bianca Wessolly*       | 42.34       | Polónia · Pia Skrzyszowska · Anna Kiełbasińska · Marika Popowicz-Drapała · Ewa Swoboda · Magdalena Stefanowicz* · Martyna Kotwiła*       | 42.61    | Itália · Zaynab Dosso · Dalia Kaddari · Anna Bongiorni · Alessia Pavese · Gloria Hooper*                     | 42.84    |
| Revezamento 4x400m detalhes    | Países Baixos · Eveline Saalberg · Lieke Klaver · Lisanne de Witte · Femke Bol · Andrea Bouma* · Laura de Witte* | 3:20.87 EL, | Polónia · Anna Kiełbasińska · Iga Baumgart-Witan · Justyna Święty-Ersetic · Natalia Kaczmarek · Kinga Gacka* · Małgorzata Hołub-Kowalik* | 3:21.68  | Reino Unido · Victoria Ohuruogu · Ama Pipi · Jodie Williams · Nicole Yeargin · Zoey Clark* · Laviai Nielsen* | 3:21.74  |
| 20 km marcha detalhes          | Antigoni Drisbioti · Grécia                                                                                      | 1:29:03     | Katarzyna Zdziebło · Polónia | 1:29:20  | Saskia Feige · Alemanha                                                                                      | 1:29:25  |
| 35 km marcha detalhes          | Antigoni Drisbioti · Grécia                                                                                      | 2:47:00     | Raquel González · Espanha | 2:49:10  | Viktória Madarász · Hungria                                                                                  | 2:49:58  |
| Salto em altura detalhes       | Yaroslava Mahuchikh · Ucrânia                                                                                    | 1.95        | Marija Vuković · Montenegro | 1.95     | Angelina Topić · Sérvia                                                                                      | 1.93     |
| Salto com vara detalhes        | Wilma Murto · Finlândia                                                                                          | 4.85 = ,    | Katerina Stefanidi · Grécia | 4.75     | Tina Šutej · Eslovênia                                                                                       | 4.75     |
| Salto em distância detalhes    | Ivana Vuleta · Sérvia                                                                                            | 7.06 =      | Malaika Mihambo · Alemanha | 7.03     | Jazmin Sawyers · Reino Unido                                                                                 | 6.80     |
| Salto triplo detalhes          | Maryna Bekh-Romanchuk · Ucrânia                                                                                  | 15.02 EL    | Kristiina Mäkelä · Finlândia | 14.64    | Hanna Knyazyeva-Minenko · Israel                                                                             | 14.45    |
| Arremesso de peso detalhes     | Jessica Schilder · Países Baixos                                                                                 | 20.24 EL    | Auriol Dongmo · Portugal | 19.82    | Jorinde van Klinken · Países Baixos                                                                          | 18.94    |
| Lançamento de disco detalhes   | Sandra Perković · Croácia                                                                                        | 67.95       | Kristin Pudenz · Alemanha | 67.87    | Claudine Vita · Alemanha                                                                                     | 65.20    |
| Lançamento de dardo detalhes   | Elina Tzengko · Grécia                                                                                           | 65.81       | Adriana Vilagoš · Sérvia | 62.01    | Barbora Špotáková · Chéquia                                                                                  | 60.68    |
| Lançamento de martelo detalhes | Bianca Ghelber · Roménia                                                                                         | 72.72       | Ewa Różańska · Polónia | 72.12    | Sara Fantini · Itália                                                                                        | 71.58    |
| Heptatlo detalhes              | Nafissatou Thiam · Bélgica                                                                                       | 6628        | Adrianna Sułek · Polónia | 6532     | Annik Kälin · Suíça                                                                                          | 6515     |

* Indica que o atleta só competiu nas baterias e recebeu medalhas.

## Quadro de medalhas
O quadro de medalhas foi publicado.
| Ordem | País          | Medalha de ouro | Medalha de prata | Medalha de bronze | Total |
| ----- | ------------- | --------------- | ---------------- | ----------------- | ----- |
| 1     | Alemanha      | 7               | 7                | 2                 | 16    |
| 2     | Reino Unido   | 6               | 6                | 8                 | 20    |
| 3     | Espanha       | 4               | 3                | 3                 | 10    |
| 4     | Grécia        | 4               | 1                | 0                 | 5     |
| 5     | Países Baixos | 4               | 0                | 2                 | 6     |
| 6     | Polónia       | 3               | 6                | 5                 | 14    |
| 7     | Itália        | 3               | 2                | 6                 | 11    |
| 8     | Noruega       | 3               | 1                | 2                 | 6     |
| 9     | Ucrânia       | 2               | 1                | 2                 | 5     |
| 10    | Finlândia     | 2               | 1                | 1                 | 4     |
| 11    | Croácia       | 2               | 1                | 0                 | 3     |
| 12    | Suíça         | 1               | 3                | 2                 | 6     |
| 13    | Sérvia        | 1               | 2                | 1                 | 4     |
| 14    | Suécia        | 1               | 2                | 0                 | 3     |
| 15    | Israel        | 1               | 1                | 3                 | 5     |
| 16    | Turquia       | 1               | 1                | 1                 | 3     |
| 17    | Bélgica       | 1               | 1                | 0                 | 2     |
| 17    | Portugal      | 1               | 1                | 0                 | 2     |
| 19    | Albânia       | 1               | 0                | 0                 | 1     |
| 19    | Lituânia      | 1               | 0                | 0                 | 1     |
| 19    | Roménia       | 1               | 0                | 0                 | 1     |
| 22    | França        | 0               | 4                | 5                 | 9     |
| 23    | Hungria       | 0               | 2                | 1                 | 3     |
| 24    | Chéquia       | 0               | 1                | 2                 | 3     |
| 25    | Irlanda       | 0               | 1                | 1                 | 2     |
| 25    | Eslovênia     | 0               | 1                | 1                 | 2     |
| 27    | Montenegro    | 0               | 1                | 0                 | 1     |
| 29    | Dinamarca     | 0               | 0                | 1                 | 1     |
| 29    | Estónia       | 0               | 0                | 1                 | 1     |
| Total | Total         | 50              | 50               | 50                | 150   |

## Participantes
Um total de 1.495 atletas de 48 nacionalidades membros da Associação Europeia de Atletismo participaram do campeonato.
- Albânia (1)
- Andorra (1)
- Armênia (2)
- Equipe de Atletas Refugiados (2)
- Áustria (14)
- Azerbaijão (4)
- Bélgica (61)
- Bósnia e Herzegovina (2)
- Bulgária (6)
- Croácia (11)
- Chipre (7)
- Chéquia (53)
- Dinamarca (28)
- Estónia (12)
- Finlândia (75)
- França (99)
- Geórgia (2)
- Alemanha (120) anfitrião
- Gibraltar (2)
- Reino Unido (116)
- Grécia (40)
- Hungria (46)
- Islândia (3}}
- Irlanda (38)
- Israel (15)
- Itália (98)
- Kosovo (2)
- Letônia (8)
- Lituânia (19)
- Luxemburgo (4)
- Malta (2)
- Moldávia (7)
- Montenegro (2)
- Países Baixos (59)
- Macedônia do Norte (2)
- Noruega (46)
- Polónia (80)
- Portugal (45)
- Roménia (21)
- San Marino (2)
- Sérvia (14)
- Eslováquia (19)
- Eslovênia (22)
- Espanha (89)
- Suécia (52)
- Suíça  (48)
- Turquia (41)
- Ucrânia (53)

Legenda
| Recorde mundial       | Recorde mundial (World record)               |                       | Recorde africano                      | Recorde africano (African) |                                           | Q | Classificado por posição (Qualified) |
| Recorde do campeonato | Recorde do campeonato (Championship record)  | Recorde da América    | Recorde da América (Americas)         | q                          | Classificado por melhor tempo (Qualified) |   |                                      |
| Melhor marca do ano   | Melhor marca do ano (World leading)          | Recorde asiático      | Recorde asiático (Asian)              | DNS                        | Não largou (Did not start)                |   |                                      |
| Recorde nacional      | Recorde nacional (National record)           | Recorde europeu       | Recorde europeu (European)            | DNF                        | Não terminou (Did not finish)             |   |                                      |
| Recorde pessoal       | Recorde pessoal do atleta (Personal best)    | Recorde da Oceania    | Recorde da Oceania (Oceania)          | DSQ / DQ                   | Desclassificado (Disqualified)            |   |                                      |
| Recorde da temporada  | Recorde da temporada do atleta (Season best) | Recorde sul-americano | Recorde sul-americano (South America) | NM                         | Sem marca (No mark)                       |   |                                      |